# Thurman D. Rodgers
Thurman Donell Rodgers (sinh ngày 1 tháng 12 năm 1934 - mất ngày 9 tháng 6 năm 2022) là một Trung tướng trong Quân đội Hoa Kỳ. Các nhiệm vụ của ông bao gồm Tổng chỉ huy Bộ Tư lệnh Hệ thống Thông tin Quân đội Hoa Kỳ, Trung tâm Tín hiệu Quân đội Hoa Kỳ và Pháo đài Gordon. Ông theo học tại Đại học Công nghệ Tennessee, tốt nghiệp năm 1957 với bằng B.S. bằng kỹ sư điện. Sau đó, ông lấy bằng M.A. về hành chính công tại Đại học Bắc Colorado.
Từ tháng 3 năm 1979 đến tháng 4 năm 1981, Ông giữ chức vụ sĩ quan chỉ huy của Lữ đoàn Tín hiệu số 7. Vào tháng 4 năm 1982, ông được trao quyền chỉ huy Cơ quan Hệ thống Truyền thông Quân đội Hoa Kỳ tại Fort Monmouth, New Jersey và Cơ quan Lắp đặt Kỹ thuật Điện tử-Truyền thông Quân đội Hoa Kỳ tại Fort Huachuca, Arizona. Vào tháng 9 năm 1983, ông trở thành sĩ quan chỉ huy của Trung tâm Tín hiệu Quân đội Hoa Kỳ và Pháo đài Gordon, đồng thời là chỉ huy của Trường Tín hiệu Quân đội Hoa Kỳ, ở Augusta, Georgia.

## Gia đình
Ông là con trai của Lester Donell Rodgers (sinh ngày 23 tháng 6 năm 1913 - mất ngày 9 tháng 6 năm 2001) và Johnie Dellard (McBroom) Rodgers (sinh ngày 20 tháng 9 năm 1910 - mất ngày 8 tháng 9 năm 2000). Ông có một chị gái và hai cháu trai.
Ông kết hôn với Wanda Faye Bohannon (7 tháng 2 năm 1936 - 3 tháng 3 năm 1988) vào ngày 28 tháng 12 năm 1956, tại Cookeville, Tennessee. Cặp đôi đã có một con trai. Sau khi qua đời vì Nhồi máu cơ tim ở Bắc Virginia, Faye Rodgers được an táng tại Nghĩa trang Thành phố Cookeville.
Vào ngày 3 tháng 6 năm 1989, Ông tái hôn với Virginia June (Kent) Scobee, góa phụ của chỉ huy Tàu con thoi Challenger thách thức với Dic Scobee, tại Quận Arlington, Virginia. June Scobee Rodgers là một giáo sư đại học đã nghỉ hưu.